# 予定事業費
予定事業費（よていじぎょうひ）について記述する。

## 予定事業費の意義
保険会社の事業費の支出に当たっては、保険事業の公共性に鑑み極力経費を節約して経営の合理化と保険契約者の利益の増進を図るべきである。また、一般企業としての側面から、競争力のある収益状況を生み出すためにも経費の圧縮は欠かせない。保険会社内では、予定事業費のことを単に「枠（わく）」ということもある。

## 予定事業費と事業費管理とは
保険会社は、保険料の中にその一部としてあらかじめ組み込まれた付加保険料を財源として事業運営を行っているという考え方に立ち、事業費支出を極力この付加保険料の範囲内にとどめるようコントロールをしている。

## 予定事業費の分類
新契約費支出に対応する予定新契約費の収入をどのように考えるかによって、予定事業費は、純保枠、蔵銀枠、利源枠の3つに分けられる。

## 予定事業費を表す記号
予定事業費を表す記号には、以下のようなギリシャ記号が用いられることが多い。なお、予定維持費と予定集金費の記号は、会社によっては逆になる場合もあるようである。
- 予定新契約費：{\displaystyle \alpha }(保険料比例のものは{\displaystyle \delta }で表すこともある)
- 予定維持費：{\displaystyle \beta }
- 予定集金費：{\displaystyle \gamma }